# 硬派
硬派（こうは）の語義としては、硬の意味である「かたい」「強い」「手強い」などの特徴をもった派（なかま、一群、流派など）を指す。明治時代以降において、硬派の対義語は軟派である。
一部共通するも異なる概念が同じ用語を使用しているため、詳細はそれぞれの節に記す。

## 硬派（思想）
硬派（思想）とは、自分たちの思想や主義、意見などを強く主張して、時に過激な行動も辞さない態度を見せる一派を指す。ジャーナリズムの世界では「社会派」とほぼ同義。

## 硬派（青少年）
青少年文化における硬派とは、本来は「少年を追いかける『男色好み』」を意味する。一方軟派は、「好んで遊廓に通うような『女色好き』」を意味していた（森鷗外『ヰタ・セクスアリス』、1909年）。明治から戦前の昭和の男子学生文化は男色文化の色が濃く、これは旧薩摩藩出身の学生が、年長の少年が年少の少年を犯す薩摩藩の男色文化（美少年を飾り立て「稚児様」と奉じる薩摩の若衆「兵児二才（へこにせ）」に顕著にみられる）を東京に持ち込んだことから来ていると言われる。現在では、硬派は「質実剛健で恋愛にストイック（自己規制的）な青年」というニュアンスとなっている。
明治30年代頃から、不良学生が起こす事件が社会問題になりつつあり、同時代に出版された少年の不良化問題を扱った文献の多くは不良少年を硬派と軟派に分類した。当時の研究では、不良グループとしての硬派の特徴は、粗野・粗暴で弱者から金品を巻き上げ、強姦し、徒党を組んで他のグループと盛んに抗争することにあるとされた。
軟派が日露戦争以後に登場した新しいタイプの不良とされるのに対して、硬派は明治20年代に自由民権運動の隆盛とともに氾濫した壮士を源流とした古いタイプの不良とされている。硬派は壮士や侠客を気取って常に体を鍛え、漢籍を好んで天下国家を論じ、議論が折り合わなければ腕力で解決した。初期の硬派は士道に倣って女色を卑しむべきものとして排し、美少年に接近して稚児（男色）の関係を結び、他の硬派と争った。
いわゆる番長や戦前の旧制高校などにおけるバンカラもこの一種とされる。現代においては、実在の人物としてはあまり見られないものの、漫画やアニメ、コンピュータゲームなどではこのタイプの登場人物（キャラクター）が比較的頻繁に登場する。